# مدرسة نهر هدسون
مدرسة نهر هدسون (بالإنجليزية: Hudson River School)‏ هي حركة فنية أمريكية في منتصف القرن التاسع عشر جسدها مجموعة من رسامي المناظر الطبيعية الذين تأثرت رؤيتهم الجمالية بالرومانسية. تصور اللوحات عادة وادي نهر هدسون والمنطقة المحيطة به، بما في ذلك كاتسكيل وآديرونداك وجبال وايت. توسعت أعمال الجيل الثاني من الفنانين المرتبطين بالمدرسة لتشمل مناطق أخرى في نيو إنجلاند، المقاطعات البحرية في كندا، والغرب الأمريكي، وأمريكا الجنوبية.

## أصل التسمية
يُعتقد أن اسم مدرسة نهر هدسون صاغه الناقد الفني في نيويورك كلارنس كوك أو رسام المناظر الطبيعية هومر دودغ مارتن.

## فنانون بارزون
- ألبرت بيرشتات (1830–1902)
- ويليام ماسون براون (1828–1898)
- جون ويليام كاسيليار (1811–1893)
- فريتز إدوين تشرتش (1826–1900)
- توماس كول (1801–1848)
- صموئيل كولمان (1832–1920)
- جاسبر فرانسيس كروبسي (1823–1900)
- توماس دوغاتي (1793–1856)
- روبرت إس. دنكانسون (1821–1872)
- آشر براون دوراند (1796–1886)
- سانفورد روبنسون غيفورد (1823–1880)
- جيمس ماكدوغال هارت (1828–1901)
- ويليام هارت (1823–1894)
- ويليام ستانلي هاسلتين (1835–1900)
- مارتن جونسون هيد (1819–1904)
- هيرمان أوتومار هرتسوغ (1832–1932)
- توماس هيل (1829–1908)
- ديفيد جونسون (1827–1908)
- جون فريدريك كينسيت (1816–1872)
- جيرفيس ماكنتي (1828–1891)
- توماس موران (1837–1926)
- روبرت والتر وير (1803–1889)
- ورثينجتن ويتريدج (1820–1910)
- فرانسيس أوغسطس سيلفا (1835–1886)